# Dhaka–Bhanga Expressway

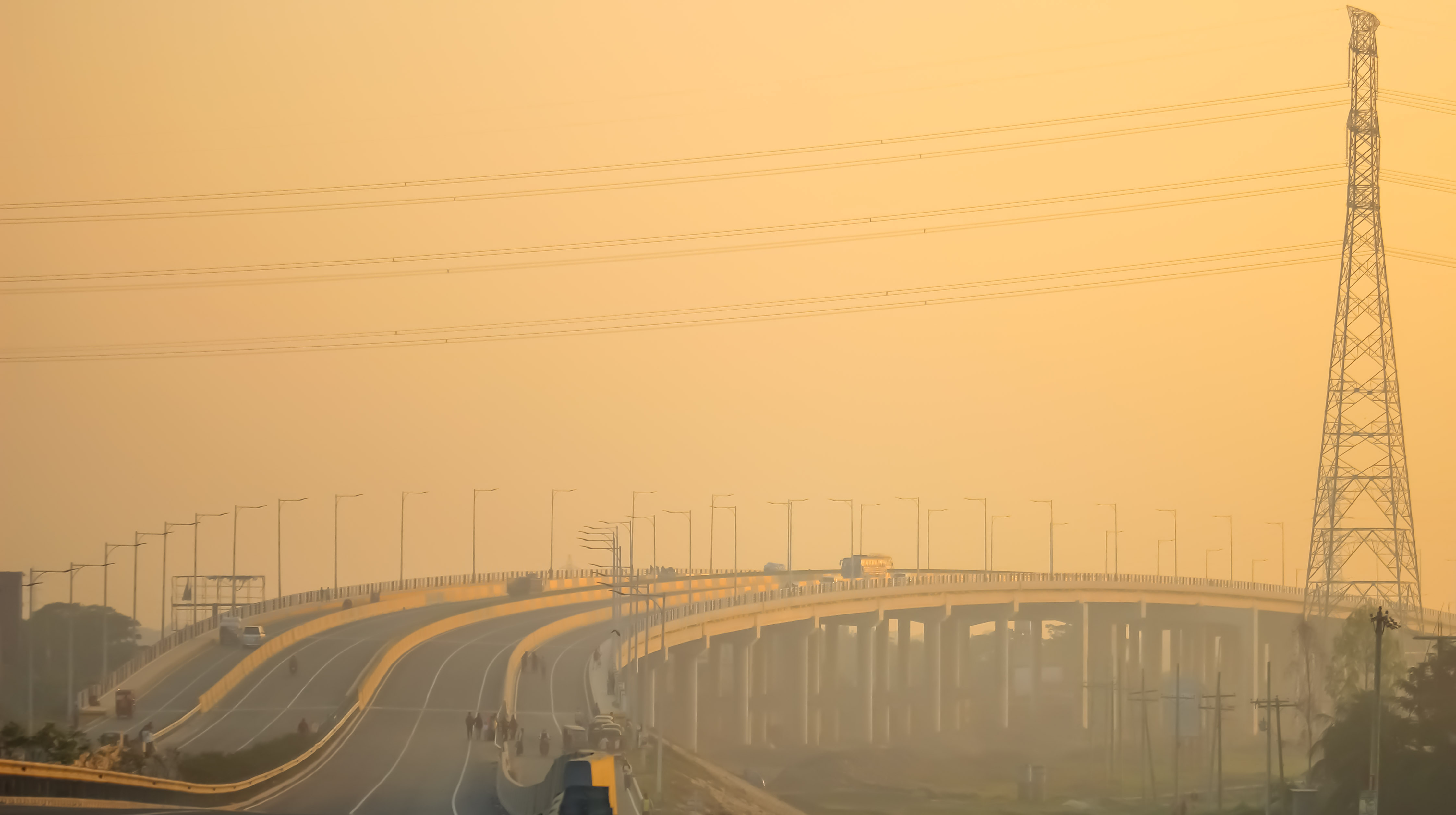

De Jatir pita Bangabandhu Sheikh Mujibur Rahman Highway (Bengaals: জাতির পিতা বঙ্গবন্ধু শেখ মুজিবুর রহমান মহাসড়ক) of Dhaka–Bhanga Expressway is een autosnelweg in Bangladesh. De snelweg is 55 kilometer lang en verbindt Dhaka met Bhanga. De snelweg werd officieel geopend op 12 maart 2020.
Bangabandhu Sheikh Mujibur Rahman Expressway ·
Bhanga–Benapole Expressway ·
Chittagong Elevated Expressway ·
Dhaka Bypass Expressway ·
Dhaka Elevated Expressway ·
Dhaka–Ashulia Elevated Expressway ·
Hatirjheel–Demra Expressway ·
Purbachal Expressway ·